# عزلة الظاهر (صعدة)

تعديل مصدري - تعديل

عزلة الظاهر هي إحدى عزل مديرية الظاهر في محافظة صعدة اليمنية ويبلغ تعداد سكانها 14997 نسمة حسب التعداد السكاني في اليمن لعام 2004.